# 藤井格
藤井 格（ふじい ただし、1934年（昭和9年）11月6日 - 2010年（平成22年）2月23日）は、日本の政治家。徳島県美波町長（1期）。日和佐町長（1期）。

## 経歴
1961年より徳島県庁の職員となり、商工労働部長や企業局長を歴任した。徳島県庁退職後は阿南市助役などを経て、2005年に旧日和佐町の町長となる。これまでに自治事務官や兵庫県伊丹市部長なども経験した。
2006年5月の合併で誕生した美波町の初代町長に当選する。しかし、2009年7月に病気療養のため町長を辞職した。
2010年2月23日、慢性腎不全のため阿南市内の病院で死去。75歳没。死没日をもって従五位に叙され、瑞宝小綬章を追贈された。